# Жемчужина (Одеса)
«Жемчужина» — колишній футбольний клуб з міста Одеса, який виступав у Другій лізі. Домашні матчі проводив на стадіоні «Спартак» в Одесі.

## Історія клубу
Футбольний клуб «Жемчужина» було створено в серпні 2013 року. Склад команди сформували випускники одеських футбольних шкіл. На початковому етапі за команду грали ветерани одеського футболу, друзі президента клубу, Олександр Бабич, Геннадій Ніжегородов та Віталій Руденко. З перших днів створення команди головним тренером клубу став колишній захисник одеського «Чорноморця» та криворізького «Кривбасу» Денис Колчин.
У сезоні 2014/15 команда брала участь в зимовій першості Одеси і виграла титул, сенсаційно перегравши у фіналі друголігову Реал Фарму.
У 2015 році клуб дебютував в аматорському чемпіонаті України, увійшовши до 8 найкращих команд турніру, а у наступному сезоні повторив своє досягнення дійшовши до чвертьфіналу турніру.
Влітку 2016 року клуб отримав професійний статус та був заявлений у другу лігу.
4 травня 2018 року футбольний клуб заявив, що припиняє своє існування і знімається з першої ліги, повідомивши про це листом керівництво ПФЛ.

## Досягнення
Друга ліга:
- Переможець (1): 2016-17

- Зимовий чемпіон міста Одеси: 2014/15

## Виступи в чемпіонатах України
| Сезон   | Ліга  | М       | І  | В  | Н | П  | ГЗ | ГП | О  | Кубок України | Примітка                     |
| ------- | ----- | ------- | -- | -- | - | -- | -- | -- | -- | ------------- | ---------------------------- |
| 2016–17 | Друга | 1 з 17  | 32 | 24 | 4 | 4  | 75 | 22 | 76 | 1/16 фіналу   | Підвищення                   |
| 2017–18 | Перша | 18 з 18 | 34 | 7  | 6 | 21 | 33 | 54 | 27 | 1/16 фіналу   | Пониження, знявся зі змагань |

## Відомі гравці
До списку потрапили гравці, які грали в найвищих дивізіонах національних чемпіонатів:
- Олександр Бабич
- Геннадій Ніжегородов
- Віталій Руденко
- Тарас Лазарович
- Дмитро Поспєлов
- Євгеній Терзі